# Us Three
 (mai 2021).
Us Three est un album du pianiste de jazz Horace Parlan, enregistré le 26 avril 1960 et paru la même année sur le label Blue Note Records.

## Pistes
Toutes les pistes sont de Horace Parlan sauf indication contraire
1. Us Three - 4:33
2. I Want to Be Loved (But Only by You) (Savannah Churchill) - 4:50
3. Come Rain or Come Shine (Harold Arlen, Johnny Mercer) -  6:26
4. Wadin’ - 5:52
5. The Lady Is a Tramp (Lorenz Hart, Richard Rodgers) - 7:09
6. Walkin’ (Richard Carpenter) -  7:05
7. Return Engagement - 4:48

## Musiciens
- Horace Parlan – piano
- George Tucker - basse
- Al Harewood – batterie